# 永野英樹
永野 英樹（ながの ひでき、1968年名古屋市 - ）は、日本のピアニスト。現在アンサンブル・アンテルコンタンポランのピアニストとして知られている。

## 略歴
- 1968年 - 愛知県名古屋市に生まれ、5歳よりピアノをはじめる。
- 1980年 - 12歳のときにピティナ・ピアノコンペティションC級（小学6年生以下）の部門で金賞、そして日本テレビ賞を受賞。
- 1983年 - 15歳で毎日新聞主催の全日本学生音楽コンクール[4]の中学生部門全国第一位となる。翌年東京芸術大学音楽学部附属音楽高等学校入学。
- 1987年 - 東京芸術大学音楽学部附属音楽高等学校を首席で卒業後、東京芸術大学音楽学部器楽科ピアノ専攻へ入学。ピティナ・ピアニストコンペティション特級（年齢制限なし）で1位になり、文部大臣賞を受賞する。
- 1988年 - 東京芸術大学音楽学部器楽科ピアノ専攻を中退し、パリ国立高等音楽院ピアノ科、歌曲伴奏科の両学科に入学。ピアノをジャン=クロード・ペヌティエ[5]に、伴奏をアンヌ・グラポットに師事。
- 1990年 - 同歌曲伴奏科を首席で卒業。
- 1991年 - ピアノ科を首席で卒業。
- 1992年 - シェーンベルクの『月に憑かれたピエロ』の演奏で同音楽院室内楽科を一等賞で卒業。
- 1992年 - モントリオール国際音楽コンクール入選。
- 1994年 - オルレアン20世紀ピアノ音楽コンクール入選、同時にサンソン・フランソワ特別賞受賞。
- 1995年 - 日本人演奏家として初めてアンサンブル・アンテルコンタンポランの正式ソリストとなる。
- 1996年 - フランスのラジオ局に於いて開かれた作曲家アンリ・デュティーユの80歳記念コンサートでピアノソナタを演奏。同年パリ管弦楽団第2コンサートマスターの千々岩英一、ホルンの根本雄伯と共にトリオ・ソル結成[6]。リゲティ、ブラームスの作品の他、夏田昌和の新曲の初演[7]なども行っている。
- 1999年 - エリザベート王妃国際音楽コンクールピアノ部門入選[8]。

## ディスコグラフィー
- プロコフィエフ・メシアン・ミュライユ （2000年5月20日発売）
- ラヴェル作品集 （2001年5月19日発売）
- クラシカ（2003年5月21日発売、廃盤）
- 月の光〜フランス・ピアノ名曲集（2003年7月23日発売）
- クラシカ （2004年9月22日発売）
- 「エターナル ピアノ・ベスト50」（2006年6月21日発売）